# Dackarna

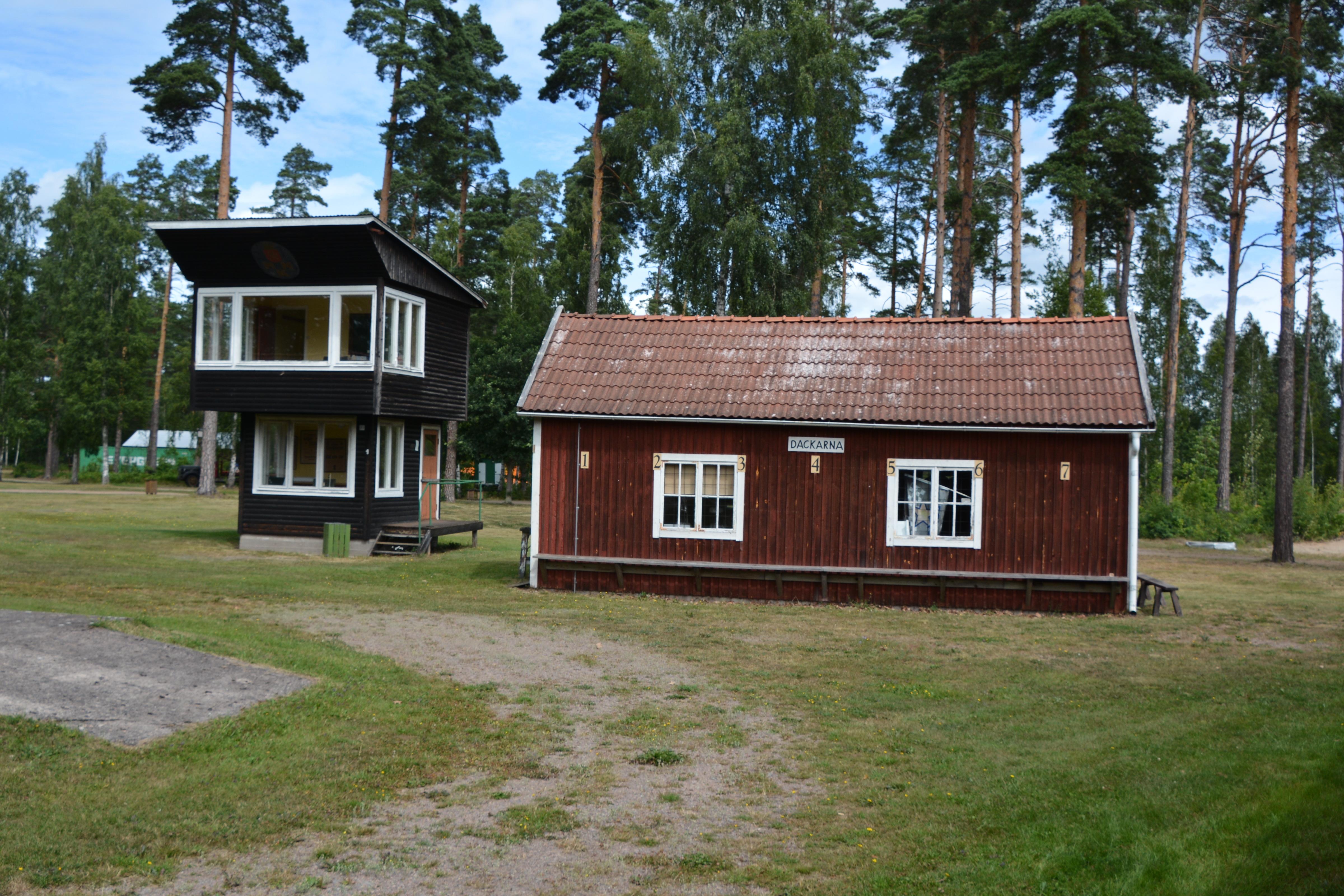
Speakertorn och Dackarnas omklädningsstuga, från det gamla Målilla Motorstadion, numera i Målilla-Gårdveda hembygdspark

Dackarna, är ett speedwaylag som kommer från Målilla. Laget kör i svenska Elitserien. Hemmaarenan Målilla Motorstadion är en av Sveriges modernaste och största permanenta speedwayarenor, och har för närvarande sponsornamnet Skrotfrag Arena.
Målilla Motorklubb grundades 1929. 1949 bildades speedwaylaget Dackarna. Namnet skall påminna om den småländske frihetshjälten från 1500-talet Nils Dacke. Traditionen från denne är alltjämt mycket stark i bygden. 
Laget körde i den högsta serien 1951-1965, som var klubbens guldålder med nio erövrade medaljer. Det blev då fyra SM-guld: 1957, 1958, 1959 och 1962. Dackarna har också blivit Svenska mästare 2007, 2021 och 2023. 
År 1997 fick laget en stor sponsor och döptes då om till Team Svelux. Då sponsorn 2002 blev uppköpt, bytte speedwaylaget till Luxo Stars. Under senhösten 2006 kom det gamla namnet Dackarna till heders igen.
Klubben har under många år arrangerat en Svensk deltävling i Speedway Grand Prix som är en internationell deltävling i Speedway Grand Prix.
Inför 2025 års säsong engagerades Rikard Kling som lagledare i Dackarna.
Dackarnas supporterklubb heter Spinning Wheels.

## Förare 2025
| Förare                               | Född | Ingångssnitt | Heat | Poäng | Matchsnitt |
| ------------------------------------ | ---- | ------------ | ---- | ----- | ---------- |
| Andzejs Lebedvs                      | 1996 | 1,843        | 19   | 31    | 1,631      |
| Rasmus Jensen                        | 1995 | 1,819        | 19   | 25    | 1,315      |
| Nicki Pedersen                       | 1977 | 1,840        | 7    | 7     | 1,000      |
| Timo Lahti                           | 1994 | 1,559        | 19   | 31    | 1,631      |
| Frederik Jacobsen                    | 1999 | 1,510        | 3    | 29    | 9,667      |
| Patrick Hansen                       | 1999 | 1,500        | 2    | 0     | 0          |
| Nazar Parnitskyi                     | 1995 | 1,250        | 14   | 22    | 1,571      |
| Jakun Krawczyk                       | 2005 | 1,250        | -    | -     | -          |
| Thomas H. Jonasson                   | 1995 | 0,912        | 14   | 22    | 1,571      |
| Daniel Hauge Sjöström                | 2009 | 0,500        | -    | -     | -          |
| Avom Van Dyck                        | 2003 | 0,500        | 6    | 4     | 1,500      |
| Pawel Predpelski (ersätter Jakub M.) | 1995 | 1,500        | 1    | 6     | 6,000      |

## Förare 2023
| Förare           | Född | Ingångssnitt | Heat | Poäng | Matchsnitt |
| ---------------- | ---- | ------------ | ---- | ----- | ---------- |
| Daniel Bewley    | 1999 | 2,153        | 20   | 39    | 1,950      |
| Rasmus Jensen    | 1993 | 1,973        | 15   | 25    | 1,667      |
| Maciej Janowski  | 1991 | 1,951        | 22   | 38    | 1,727      |
| Brady Kurtz      | 1996 | 1,874        | 0    | 0     | 0,000      |
| Sam Masters      | 1991 | 1,655        | 0    | 0     | 0,000      |
| Andzejs Lebedevs | 1994 | 1,638        | 21   | 37    | 1,762      |
| Adrian Gala      | 1995 | 1,250        | 7    | 5     | 0,714      |
| Max Dilger       | 1989 | 1,250        | 0    | 0     | 0,000      |
| Filip Hjelmland  | 1998 | 0,500        | 15   | 18    | 1,200      |
| Ludvig Lindgren  | 1990 | 0,500        | 14   | 19    | 1,357      |
| Noel Whalqvist   | 2004 | 0,500        | 3    | 2     | 0,667      |
| Avon Van Dyck    | 2003 | 0,500        | 0    | 0     | 0,000      |
| Sammy Van Dyck   | 2005 | 0,500        | 0    | 0     | 0,000      |

## Förare 2022
| Förare            | Född | Ingångssnitt | Heat | Poäng | Matchsnitt |
| ----------------- | ---- | ------------ | ---- | ----- | ---------- |
| Maciej Janowski   | 1991 | 1,906        | 81   | 155   | 1,914      |
| Brady Kurtz       | 1996 | 1,901        | 79   | 141   | 1,785      |
| Jacob Thorsell    | 1993 | 1,878        | 85   | 108   | 1,271      |
| Rasmus Jensen     | 1993 | 1,771        | 95   | 188   | 1,979      |
| Nikolai Klindt    | 1988 | 1,545        | 42   | 52    | 1,238      |
| Frederik Jakobsen | 1998 | 1,486        | 28   | 37    | 1,321      |
| Viktor Trofimov   | 1999 | 1,250        | 23   | 21    | 0,913      |
| Filip Hjelmland   | 1998 | 1,103        | 15   | 13    | 0,867      |
| Ludvig Lindgren   | 1990 | 0,500        | 56   | 52    | 0,929      |
| Alexander Woentin | 2000 | 0,500        | 6    | 5     | 0,833      |
| Avon Van Dyck     | 2003 | 0,500        | 0    | 0     | 0,000      |
| Sammy Van Dyck    | 2005 | 0,500        | 7    | 3     | 0,429      |

## Förare 2021
| Förare                  | Född | Ingångssnitt | Heat | Poäng | Matchsnitt |
| ----------------------- | ---- | ------------ | ---- | ----- | ---------- |
| Tai Woffinden           | 1990 | 2,281        | 45   | 91    | 2,027      |
| Maciej Janowski         | 1991 | 2,027        | 91   | 173   | 1,800      |
| Jason Doyle             | 1985 | 1,865        | 97   | 229   | 1,678      |
| Rasmus Jensen           | 1993 | 1,489        | 96   | 170   | 1,626      |
| Jacob Thorsell          | 1993 | 1,396        | 98   | 184   | 1,396      |
| Frederik Jakobsen       | 1998 | 1,314        | 37   | 55    | 0,750      |
| Patryk Wojdylo          | 1999 | 1,303        | 0    | 0     | 0,000      |
| Luke Becker             | 1999 | 1,250        | 71   | 127   | 1,102      |
| Tero Aarnio             | 1989 | 1,120        | 6    | 3     | 0,500      |
| Ricky Kling             | 1987 | 0,500        | 44   | 19    | 0,432      |
| Maksymilian Bogdanowicz | 1998 | 0,500        | 41   | 13    | 0,317      |
| Avon Van Dyck           | 2003 | 0,500        | 18   | 5     | 0,278      |
| Sammy Van Dyck          | 2005 | 0,500        | 20   | 5     | 0,250      |
| Theo Johansson          | 2004 | 0,500        | 0    | 0     | 0,000      |

## Förare 2020
| Förare            | Född | Ingångssnitt | Heat | Poäng | Matchsnitt |
| ----------------- | ---- | ------------ | ---- | ----- | ---------- |
| Maciej Janowski   | 1994 | 2,027        | 0    | 0     | 0,000      |
| Patryk Dudek      | 1991 | 1,678        | 0    | 0     | 0,000      |
| Oliver Berntzon   | 1993 | 1,626        | 97   | 229   | 1,949      |
| Pawel Przedpelski | 1993 | 1,524        | 96   | 170   | 1,091      |
| Jacob Thorsell    | 1993 | 1,396        | 98   | 184   | 2,132      |
| Hans Andersson    | 1994 | 1,362        | 47   | 79    | 1,681      |
| Frederik Jakobsen | 1993 | 1,314        | 43   | 83    | 1,930      |
| Joel kling        | 1997 | 0,750        | 49   | 38    | 0,776      |
| Avon Van Dyck     | 2003 | 0,500        | 26   | 14    | 0,538      |
| Theo Johansson    | 2004 | 0,500        | 23   | 13    | 0,565      |

## Förare 2019
| Förare            | Född | Ingångssnitt | Heat | Poäng | Matchsnitt |
| ----------------- | ---- | ------------ | ---- | ----- | ---------- |
| Maciej Janowski   | 1991 | 2,091        | 74   | 150   | 2,027      |
| Piotr Pawlicki    | 1994 | 1,645        | 75   | 135   | 1,800      |
| Patryk Dudek      | 1992 | 1,740        | 90   | 151   | 1,678      |
| Oliver Berntzon   | 1993 | 1,506        | 91   | 148   | 1,626      |
| Jacob thorsell    | 1993 | 1,270        | 91   | 127   | 1,396      |
| Joel Kling        | 1993 | 0,862        | 28   | 21    | 0,750      |
| Artur Cjaza       | 1994 | 0,688        | 15   | 19    | 1,267      |
| Kacper Gomolski   | 1993 | 0,500        | 49   | 54    | 1,102      |
| Frederik Jakobsen | 1998 | 1,250        | 70   | 92    | 1,314      |

## Förare 2018
| Förare            | Född | Ingångssnitt | Heat | Poäng | Matchsnitt |
| ----------------- | ---- | ------------ | ---- | ----- | ---------- |
| Patryk Dudek      | 1992 | 1.987        | 10   | 17    | 1,700      |
| Maciej Janowski   | 1991 | 1,859        | 10   | 26    | 2,600      |
| Greg Hancock      | 1970 | 1,800        | 9    | 19    | 2,111      |
| Hans Andersen     | 1980 | 1,421        | 8    | 8     | 1,000      |
| Oliver Berntzon   | 1993 | 1,239        | 10   | 17    | 1,700      |
| Kacper Gomolski   | 1993 | 1,130        | 0    | 0     | 0,000      |
| Pawel Przedpelski | 1995 | 1,077        | 6    | 6     | 1,000      |
| Joel Kling        | 1997 | 0,776        | 7    | 5     | 0,714      |
| Joel Larsson      | 1992 | 0,500        | 0    | 0     | 0,000      |
| William Björling  | 2000 | 0,500        | 0    | 0     | 0,000      |

## Förare 2017
| Förare            | Född | Ingångssnitt | Matcher | Heat | Poäng | Matchsnitt |
| ----------------- | ---- | ------------ | ------- | ---- | ----- | ---------- |
| Patryk Dudek      | 1992 | 2,099        | 16      | 86   | 175   | 2,035      |
| Kacper Gomolski   | 1993 | 1,508        | 6       | 23   | 26    | 1,130      |
| Maciej Janowski   | 1991 | 1,532        | 15      | 73   | 130   | 1,781      |
| Fredrik Lindgren  | 1985 | 1,814        | 13      | 63   | 123   | 1,952      |
| Peter Ljung       | 1982 | 1,656        | 16      | 73   | 100   | 1,370      |
| Rune Holta        | 1973 | 1,600        | 10      | 43   | 69    | 1,605      |
| Mads Korneliussen | 1983 | 1,042        | 11      | 49   | 62    | 1,265      |
| Joel Kling        | 1997 | 0,500        | 16      | 55   | 39    | 0,709      |
| Alex Johansson    | 1996 | 0,500        | 0       | 0    | 0     | 0,000      |
| Gästförare        |      |              |         |      |       |            |
| Ricky Kling       |      |              |         |      |       |            |

## Förare 2016
| Förare                | Född | Ingångssnitt | Matcher | Heat | Poäng | Matchsnitt |
| --------------------- | ---- | ------------ | ------- | ---- | ----- | ---------- |
| Maciej Janowski       | 1991 | 1,491        | 11      | 51   | 81    | 1,588      |
| Patryk Dudek          | 1992 | 1,465        | 11      | 56   | 120   | 2,143      |
| Michael Jepsen Jensen | 1992 | 1,560        | 5       | 23   | 36    | 1,565      |
| Kacper Gomolski       | 1993 | 1,192        | 11      | 51   | 73    | 1,431      |
| Mikael Max            | 1973 | 1,447        | 11      | 42   | 57    | 1,447      |
| Magnus Karlsson       | 1981 | 0,664        | 10      | 32   | 19    | 0,594      |
| Peter Ljung           | 1982 | 1,673        | 11      | 48   | 79    | 1,673      |
| Rune Holta            | 1973 | 1,467        | 6       | 26   | 47    | 1,801      |

## Förare 2014
| Förare                | Född | Ingångssnitt | Matcher | Heat | Poäng | Matchsnitt |
| --------------------- | ---- | ------------ | ------- | ---- | ----- | ---------- |
| Nicki Pedersen        | 1977 | 2,317        | 9       | 49   | 100   | 2,041      |
| Patryk Dudek          | 1992 | 1,896        | 8       | 36   | 53    | 1,472      |
| Michael Jepsen Jensen | 1992 | 1,881        | 4       | 19   | 21    | 1,105      |
| Krzysztof Buczkowski  | 1986 | 1,492        | 5       | 25   | 35    | 1,400      |
| Joonas Kylmäkorpi     | 1980 | 1,283        | 9       | 36   | 44    | 1,222      |
| Mikkel Bech Jensen    | 1994 | 1,129        | 5       | 21   | 21    | 1,000      |
| Alexandr Loktaev      | 1994 | 0,944        | 3       | 13   | 34    | 2,615      |
| Gästförare            |      |              |         |      |       |            |
| Dennis Andersson      | 1991 | 1,119        | 9       | 36   | 40    | 1,111      |
| Robin Aspegren        | 1989 | 0,671        | 9       | 36   | 29    | 0,806      |

## Förare 2013
| Förare                           | Född | Ingångssnitt | Matcher | Heat | Poäng | Matchsnitt |
| -------------------------------- | ---- | ------------ | ------- | ---- | ----- | ---------- |
| Darcy Ward                       | 1992 | 2,000        | 9       | 44   | 96    | 2,182      |
| Michael Jepsen Jensen            | 1992 | 1,651        | 16      | 78   | 145   | 1,859      |
| Fredrik Lindgren                 | 1985 | 1,646        | 13      | 62   | 109   | 1,758      |
| Patryk Dudek                     | 1992 | 1,609        | 16      | 78   | 146   | 1,872      |
| David Watt                       | 1978 | 1,393        | 5       | 23   | 34    | 1,478      |
| Dennis Andersson                 | 1991 | 1,119        | 15      | 55   | 71    | 1,291      |
| Mikkel Michelsen                 | 1994 | 1,032        | 12      | 57   | 77    | 1,351      |
| Patrick Hougaard (avregistrerad) | 1989 | 0,786        | 5       | 19   | 29    | 1,526      |
| Joel Larsson                     | 1992 | 0,500        | 8       | 24   | 17    | 0,708      |
| Gästförare                       |      |              |         |      |       |            |
| Simon Gustafsson                 | 1990 | 1,250        | 7       | 28   | 19    | 0,679      |
| Victor Palovaara                 | 1994 | 0,500        | 4       | 12   | 5     | 0,417      |

## Förare 2012
| Förare                | Född | Ingångssnitt | Matcher | Heat | Poäng | Matchsnitt |
| --------------------- | ---- | ------------ | ------- | ---- | ----- | ---------- |
| Andreas Jonsson       | 1980 | 2,310        | 17      | 83   | 163   | 1,964      |
| Darcy Ward            | 1992 | 1,778        | 13      | 64   | 127   | 1,984      |
| Fredrik Lindgren      | 1985 | 1,737        | 18      | 84   | 138   | 1,643      |
| Jonas Davidsson       | 1984 | 1,725        | 13      | 56   | 69    | 1,232      |
| Michael Jepsen Jensen | 1992 | 1,324        | 18      | 84   | 145   | 1,726      |
| Tai Woffinden1        | 1990 | 1,310        | 5       | 22   | 36    | 1,636      |
| Patryk Dudek          | 1992 | 0,813        | 13      | 62   | 110   | 1,774      |
| Joel Larsson (gäst)   | 1992 | 0,722        | 8       | 25   | 4     | 0,160      |
| Linus Eklöf (gäst)    | 1989 | 0,669        | 3       | 14   | 14    | 1,000      |
| Tim Gudmundsson       | 1992 | 0,500        | 5       | 15   | 2     | 0,133      |
| Victor Palovaara2     | 1994 | 0,500        | 13      | 44   | 25    | 0,568      |
| Scott Nicholls3       | 1978 | 1,411        | 3       | 12   | 18    | 1,500      |

Källa: SVEMO
1 Tai Woffinden gick in i Dackarnas trupp under transferfönstret.

2 Victor Palovaara gick över från Valsarna till Dackarna under transferfönstret. Hans resultat från Valsarna är inräknat här.

3 Scott Nicholls gick över till Vargarna under transferfönstret.

## Förare 2011
| Förare                      | Född | Ingångssnitt | Matcher | Heat | Poäng | Matchsnitt |
| --------------------------- | ---- | ------------ | ------- | ---- | ----- | ---------- |
| / Rune Holta                | 1973 | 2,476        | 20      | 97   | 151   | 1,557      |
| Andreas Jonsson             | 1980 | 2,090        | 20      | 116  | 268   | 2,310      |
| Fredrik Lindgren            | 1985 | 1,867        | 18      | 95   | 165   | 1,737      |
| Hans Andersen               | 1980 | 1,614        | 13      | 70   | 85    | 1,214      |
| Artur Mroczka               | 1989 | 1,217        | 11      | 39   | 43    | 1,103      |
| Ricky Kling                 | 1987 | 1,192        | 6       | 23   | 16    | 0,696      |
| Jurica Pavlic               | 1989 | 0,950        | 4       | 18   | 34    | 1,889      |
| Robin Aspegren              | 1989 | 0,741        | 1       | 5    | 3     | 0,600      |
| Linus Eklöf                 | 1989 | 0,669        | 1       | 4    | 4     | 1,000      |
| Daniel King                 | 1986 | 0.625        | 13      | 61   | 92    | 1,508      |
| Anders Mellgren             | 1991 | 0,500        | 9       | 29   | 11    | 0,379      |
| Joel Larsson                | 1992 | 0,500        | 11      | 36   | 26    | 0,722      |
| Tomasz Chrzanowski (Avreg.) | 1980 | 1,157        | 2       | 6    | 5     | 0,833      |